# Where is Where
Where Is Where es el segundo álbum de estudio del grupo germano-español de synth pop Cetu Javu, publicado en 1992 por Blanco y Negro Music (Barcelona).

## Listado de canciones
| Where Is Where |                   |          |  |
| N.º            | Título            | Duración |  |
| 1.             | «Dame tu mano»    | 3:53     |  |
| 2.             | «Where»           | 5:01     |  |
| 3.             | «Un día normal»   | 5:04     |  |
| 4.             | «News»            | 4:20     |  |
| 5.             | «Tiempo»          | 4:22     |  |
| 6.             | «Caribbean Dream» | 4:16     |  |
| 7.             | «Sometimes»       | 4:30     |  |
| 8.             | «Una mujer»       | 4:42     |  |
| 9.             | «Another Step»    | 4:53     |  |
| 10.            | «Segregation»     | 3:46     |  |
| 11.            | «Time»            | 4:23     |  |
| 12.            | «¿Por qué?»       | 4:07     |  |